# 鲨鱼 (无人机)
“鲨鱼” （SHARK/ШАРК）是乌克兰Ukrspecsystems公司制造的一款无人机，用于战场监视和炮兵观测。该无人机配备了高可靠的通信模块（AES256加密），使其能够在有敌方电子干扰的情况下深入敌方防线后后方多达80公里。其搭载的全高清光电监控复合体具有 30 倍光学放大倍率和额外的3倍数字变焦功能，可实现对距离无人机5公里的目标进行监视。 
每套系统成本 - 约325,000 美元（三架无人机，一辆带有指挥设施的车辆）。

## 描述
“鲨鱼”结合了经过战争考验的技术以及在战斗条件下使用UkrSpecSystems PD-1和PD-2系列大型战斗-战术无人机的经验。该无人机通过弹射器发射，作战范围可达80千米，飞行高度3000米。其最高速度为130km/h，巡航速度75km/h，失速速度为60公里/小时。通过伞降回收。
该无人机系统可以长时间在敌后飞行，为大口径火炮提供校射，并能够抵抗电子战手段和恶劣的天气条件。其控制站可以同时控制多架能够在恶劣天气条件下运行的无人机。
“SHARK”武器系统包括：
- 3架无人机
- 地面发射装置
- 附加设备

## 研发历史
2022年2月24日，面对俄罗斯的全面入侵，Ukrspecsystems 公司开始研发SHARK无人机，不到六个月后就开始了飞行测试。 

## 规格[5]
| 特征         | 鲨鱼无人机    |
| ------------ | ------------- |
| 通讯范围     | 80 公里       |
| 巡航速度     | 75 公里/小时  |
| 最大飞行速度 | 130 公里/小时 |
| 最大飞行范围 | 〜300 公里    |
| 卸载速度     | 60 公里/小时  |
| 升限         | 3000米        |
| 设备重量     | 12.5 公斤     |
| 翼展         | 3.4米         |
| 工作温度     | 从-15℃到+50℃  |

### 摄像系统
飞机上可以安装不同的视频录制模块：USG-231和USG-231-T。
| 特征                | USG-231                         | USG-231-T                       |
| ------------------- | ------------------------------- | ------------------------------- |
| 预约                | 日视摄像机 全高清 30 倍光学变焦 | 夜视摄像机 带有非制冷热成像模块 |
| 数字逼近            | 3x                              | 4点                             |
| 数字稳定            | 是的                            | 是的                            |
| 防雾保护            | 是的                            | 不                              |
| 视频录制与存储 船上 | 是的                            | 是的                            |
| 沿轴旋转            | 不                              | 360°                            |
| 尺寸，毫米          | 105x107x120                     | 105x107x120                     |
| 重量，克            | 590                             | 第635章                         |

## 操作者
- 乌克兰

## 战斗使用
2022年， Serhiy Prytula慈善基金会宣布将为乌克兰武装部队购买SHARK无人机。到2023年，他们已经购买了三套SHARK无人机系统。 2022 年 11 月 1 日， OKKO和“Come Back Alive”基金会发起了一项筹款活动，购买25套SHARK无人机系统，总计 325,000,000 UAH，即每套武器系统1300万UAH。 这些系统包括 75 架无人机、来自 Pulsar Expo 的 25 架带有控制设备的Torsus飞行器以及 25 个发射装置。一个著名的项目涉及改装Torsus Terrastorm飞行器以进行远程驾驶。这款升级版车辆针对战时进行了优化，可在任何天气条件下高效运行并快速部署。